# Carl Johan Bergström
Carl Johan Bergström, född 14 november 1844 i Persberg, Färnebo socken, död 6 maj 1917 på Finshyttan i samma socken, var en svensk ingenjör och företagsledare.

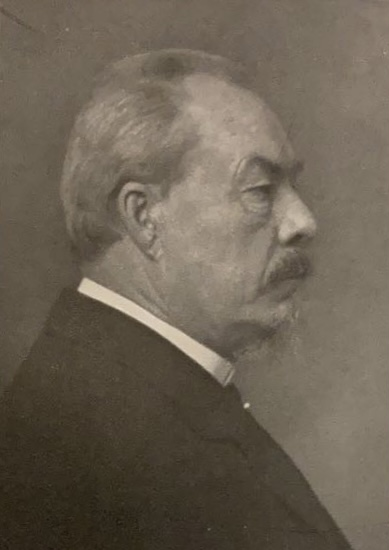
Disponent Carl Johan Bergström

Carl Johan Bergström var son till bruksägaren Olof Bergström och far till intendenten och konstnären Sigge Bergström Efter att 1860-1862 genomgått Örebro tekniska läroverk praktiserade han som ledare av byggnadsarbeten vid värmländska järnburk 1863-1871 och var 1871-1873 gruvförvaltare i Torsåker. 1873 blev han driftsledare och överingenjör vid faderns bruk i Finshyttan, och drev bruket fram till sin död. Under Carl Johans ledning genomfördes en mängd förbättringar och utvidgningar av bruket. I samarbete med brodern Lars Wilhelm Bergström genomfördes en rad förbättringar, 1865-1876 uppfördes en ny masugn och 1874 grundades en turbinfabrik som under slutet av 1800-talet var Sveriges mest kända. Carl Johan Bergström var även ledamot av Filipstads stadsfullmäktig.